# 春輝 (モデル)
春輝（はるき、1990年4月27日 - ）は、日本の女性ファッションモデル。モデルユニット『モデルガールズ』のメンバー。大阪府出身。オスカープロモーション所属。旧芸名は須川 春輝。

## 経歴
2009年、アジアスーパーモデルコンテスト2009に高野ともみ（現：TOMOMI、モデル兼プロボクサー）とともに日本代表として出場し、フォトジェニック賞、アジアスーパーモデル称号賞をW受賞。
2010年11月、2011年アサヒビールイメージガールに起用。翌2012年5月、オスカープロモーション所属のモデルによるユニット「モデルガールズ」のメンバーとなる。
2015年4月、ABCテレビ・テレビ朝日系「朝だ!生です旅サラダ」の第5期「旅サラダガールズ」に起用。

## 人物
趣味は、野球観戦・はしご酒・ショートボクシング・グルメ巡り・ダーツ・カメラ、特技はスポーツ全般（バスケットボール・水泳）。
細い首のラインから、モデルガールズでのキャッチフレーズは「ヴィーナスネックライン」。

## 出演

### ファッションショー
- 神戸コレクションSPRING/SUMMER2010
- GirlsAward2014 SPRING / SUMMER (2014年4月19日、東京・国立代々木競技場第一体育館)
- 富山ガールズアップフェスタ2014 (2014年12月14日、富山)[9]
- 御堂筋オータムパーティー2016-御堂筋ランウェイ- (2016年11月20日、大阪・御堂筋)
- 関西コレクション2017 SPRING & SUMMER (2017年3月19日、大阪・京セラドーム大阪)

### テレビ
ドラマ
- 殺しの女王蜂（2013年10月 - 2013年12月、テレビ東京） - ポイズン 役[注 2]
- BORDER 警視庁捜査一課殺人犯捜査第4係（2014年4月、テレビ朝日） - 宮里 役
- 女はそれを許さない（2014年10月 - 12月、TBS） - リョウ 役
- 東京タラレバ娘（2017年1月 -3月、日本テレビ）
- 月曜名作劇場「警視庁SP特命係」（2019年3月4日、TBS） - 田邊詩織 役

レギュラー出演
- ビーバップ!ハイヒール (2014年、ABCテレビ) - 準レギュラー
- 朝だ!生です旅サラダ (2015年4月 - 2015年3月、テレビ朝日系) - 「旅サラダガールズ」[注 1]
- 空色のおくりもの (2017年1月 - 2017年2月、フジテレビ) - リポーター
- 役者ダマシイ〜12人の名優×菊川女将“台本なし”恋愛ドラマ (2018年4月 - 2014年6月、TVO)
- 世界の国境を歩いてみたら… (2018年4月 - 2019年、BS11) - 国境ハンター
- ならしのTIMES (2018年4月 - 2019年、J:COM)
- 徳光和夫の週刊ジャイアンツ (2019年4月 - 2021年3月、日テレG+) - アシスタント[10]

ゲスト出演
- 全日本プロレス中継 (2010年5月10日、東海テレビ)
- よゐこ部 (2010年6月8日、MBSテレビ) - 写真部
- テッペン!『林先生の痛快!生きざま大辞典』総集編 (2015年3月17日、TBSテレビ)
- ヒルナンデス! (2015年4月17日、日本テレビ) - 三色ショッピング
- 聞きこみ!ローカル線 気まぐれ下車の旅 (2015年4月27日、BSジャパン)
- 雨上がりのやまとナゼ?しこ (2015年6月9日、ABCテレビ)
- お願い!ランキング (2015年6月24日、テレビ朝日)
- 日本の名峰・絶景探訪 (2015年7月11日、BS-TBS)- 新潟県巻機山
- 奇跡体験!アンビリバボー (2015年7月23日・8月20日、フジテレビ)
- 上方落語の会 (2015年8月27日、NHK総合)
- 美女ランチ (2016年、AbemaTV)
- オトナ女子会 #17 (2016年8月3日、AbemaTV)[注 3]
- ゴッドタン (2016年10月2日、テレビ東京)

### ラジオ
- あ、テンション・プリーズ（東京ネットラジオ）
- PARADISO (2015年8月21日、J-WAVE) - CITIZEN GIRLS SPECIAL
- Saturday Weekly Top20 (2017年10月 - 2018年3月、八王子エフエム)[11]
- 春輝のスポーツホットスポット (2018年1月 - 2018年3月、八王子エフエム)
- サタデーバイキング (2018年4月 - 2018年12月、八王子エフエム)[12]

### 映画
- OVER DRIVE (2018年6月1日、東宝)

### CM
- KOSE「ソフティモ」

### 広告
- コナミスポーツ
- ミズノ
- ニッセン
- NTTドコモ

### ミュージックビデオ
- Psycho le Cému 「未来少年×未来少女」 (2010年10月19日、Warner Music Japan)[13]

## 受賞歴
アジアスーパーモデルコンテスト2009・「フォトジェニック賞」、「アジアスーパーモデル称号賞」